# Sojuz TM-11
Sojuz TM-11 je označení sovětské kosmické lodi, ve které odstartovala mise k sovětské kosmické stanici Mir. Byla to 11. expedice k Miru. Na palubě byl Japonec Tojohiro Akijama, televizní reportér.

## Posádka

### Startovali
- Viktor Afanasjev (1)
- Musa Manarov (2)
- Tojohiro Akijama (1)

### Přistáli
- Viktor Afanasjev (1)
- Musa Manarov (2)
- Helen Sharmanová (1)

V závorkách je uveden dosavadní počet letů do vesmíru včetně této mise.